# S. Epatha Merkerson

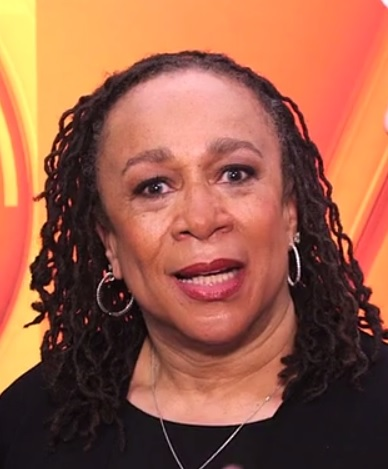
S. Epatha Merkerson

S. Epatha Merkerson (* 28. November 1952 in Detroit, Michigan als Sharon Epatha Merkerson) ist eine US-amerikanische Schauspielerin.

## Leben
Merkerson wurde als jüngstes von fünf Kindern von Ann Merkerson geboren. Ihr Vater war Fabrikarbeiter. Die Eltern trennten sich 1957.
Sie gewann den Golden Globe Award, den Screen Actors Guild, den NAACP Image Award und den Emmy. Ferner wurde sie für den Tony Award nominiert. Besonders bekannt wurde sie durch ihre Rolle als Lieutenant Anita Van Buren in der langlebigen Krimiserie Law & Order, die sie von 1993 bis zum Ende der Serie 2010 innehatte.
Seit dem Jahr 2015 verkörpert sie in der Fernsehserie Chicago Med die Rolle der Hospitalleiterin Sharon Goodwin. Die gleiche Rolle übernimmt Merkerson in Chicago Fire und Chicago P.D., die beide im gleichen Serienuniversum spielen.

## Filmografie (Auswahl)
- 1986: Nola Darling (She’s Gotta Have It)
- 1990: Navy Seals – Die härteste Elitetruppe der Welt (Navy Seals)
- 1990: Jacob’s Ladder – In der Gewalt des Jenseits (Jacob’s Ladder)
- 1990: Law & Order (Fernsehserie, Gastrolle Folge 1x17)
- 1991: Terminator 2 – Tag der Abrechnung (Terminator 2: Judgment Day)
- 1991–2010: Law & Order (Fernsehserie)
- 1999: Begegnung des Schicksals (Random Hearts)
- 2003: Sie nennen ihn Radio (Radio)
- 2005: Law & Order: Trial by Jury (Fernsehserie, Folge 1x08)
- 2006: Black Snake Moan
- 2007: The Closer (Fernsehserie)
- 2009: Mütter und Töchter (Mother and Child)
- 2012: Lincoln
- seit 2015: Chicago Med (Fernsehserie)
- 2015–2018: Chicago Fire (Fernsehserie, 5 Folgen)
- 2016, 2018: Chicago P.D. (Fernsehserie, 5 Folgen)
- 2023: We Grown Now
- 2025: Eye for an Eye